# ابن فارس
أبو الحسين أحمد بن فارس بن زكريا القزويني الرازي'' (329 هـ - 941م / 395 هـ - 1004م) لُغَوِيّ وإمام في اللغة والأدب.

## نشأته وعلمه

### مولده
يقول القفطي: واختلفوا في وطنه فقيل: كان من قزوين ولايصح ذلك وإنما قالوه لأنه كان يتكلم بكلام القزاونه، وقيل: كان من رستاق الزهراء من القرية المدعوة (كرسف جياناباذ)، والذي عليه أكثر العلماءأن أصله من قزوين، وأقام مدة في همدان، ثم انتقل إلى الري فتوفي فيها وإليها نسبته.

### طلبه للعلم
روى ياقوت الحموي عن يحيى بن منده الأصبهاني قال: «سمعت عمي عبد الرحمن بن محمد العبدي يقول: سمعت أبا الحسين أحمد بن زكريا بن فارس النحوي يقول: دخلت بغداد طالباً للحديث فحضرت مجلس بعض أصحاب الحديث وليس معي قارورة، فرأيت شاباً عليه سمة من جمال فاستأذنته في كتب الحديث من قارورته فقال: من انبسط إلى الإخوان بالاستئذان فقد استحق الحرمان».
وروى القفطي أنه رحل إلى قزوين إلى أبي الحسين إبراهيم بن علي بن إبراهيم بن سلمة بن فخر فأقام هناك مدة في طلب العلم ورحل إلى زنجان إلى أبي بكر أحمد بن الحسن بن الخطيب (راوية ثعلب النحوي) ورحل إلى ميانج، قرأ عليه بديع الزمان الهمذاني والصاحب بن عباد وغيرهما من أعيان البيان.

## تصنيفه ومؤلفاته
لابن فارس مؤلفات كثيرة وهو من العلماء الأفذاذ الذين ألفوا في عدة فنون في اللغة والأدب والبلاغة والأصول والتفسير من هذه التصانيف:
1. معجم مقاييس اللغة وهو من أشهر كتبه
2. الإتباع والمزاوجة
3. اختلاف النحويين
4. أخلاق النبي صلى الله عليه وسلم
5. الإفراد
6. الأمالي
7. أمثلة الأسجاع
8. الانتصار لثعلب
9. التاج ذكره ابن خير الأندلسي
10. تفسير أسماء النبي صلى الله عليه وسلم
11. تمام فصيح الكلام
12. الثلاثة ذكره بروكلمان
13. جامع التأويل، كتاب في التفسير
14. الحجر
15. حلية الفقهاء
16. الحماسة المحدثه
17. خلق الإنسان (في أعضاء الإنسان وصفاته)
18. دارات العرب
19. ذخائر الكلمات
20. ذم الخطأ في الشعر
21. ذم الغيبة
22. رائع الدرر ورائق الزهر في أخبار خير البشر
23. سيرة النبي صلى الله عليه وسلم (وصفه ياقوت بأنه كتاب صغير الحجم)
24. رسالة الزهري إلى عبد الملك بن مروان
25. الشِيات والحلى، ليس كما يعتقد أنه الثياب والحلى
26. الصاحبي في فقه اللغة (كتاب اشتهر به كتاب فقه اللغة)
27. كفاية المتعلمين في اختلاف النحويين
28. قصص النهار وسمر الليل
29. اليشكريات (منها جزء بالمكتبة الظاهرية)
30. مقالة كلا وما جاء منها في كتاب الله
31. مختصر في المؤنث والمذكر
32. مقدمة في النحو (ذكره ابن الأنباري)
33. المجمل وهو من أشهر كتبه
34. اللامات (منه جزء بالمكتبة الظاهرية)
35. غريب إعراب القرآن
36. العم والخال (ذكره ياقوت الحموي)
37. فتيا فقيه العرب
38. الفرق (بسكون الراء)
39. الفريدة والخريدة
40. الليل والنهار
41. مأخذ العلم (ذكره ابن حجر في المجمع)
42. متخير الألفاظ (بتشديد الياء وفتحها)
43. مسائل في اللغة
44. مقدمة في الفرائض
45. النيروز (نسخته في مكتبة تيمور باشا منتسخة من المكتبة الظاهرية)
46. نعت الشعر أو نقد الشعر.[4]